# تیکال

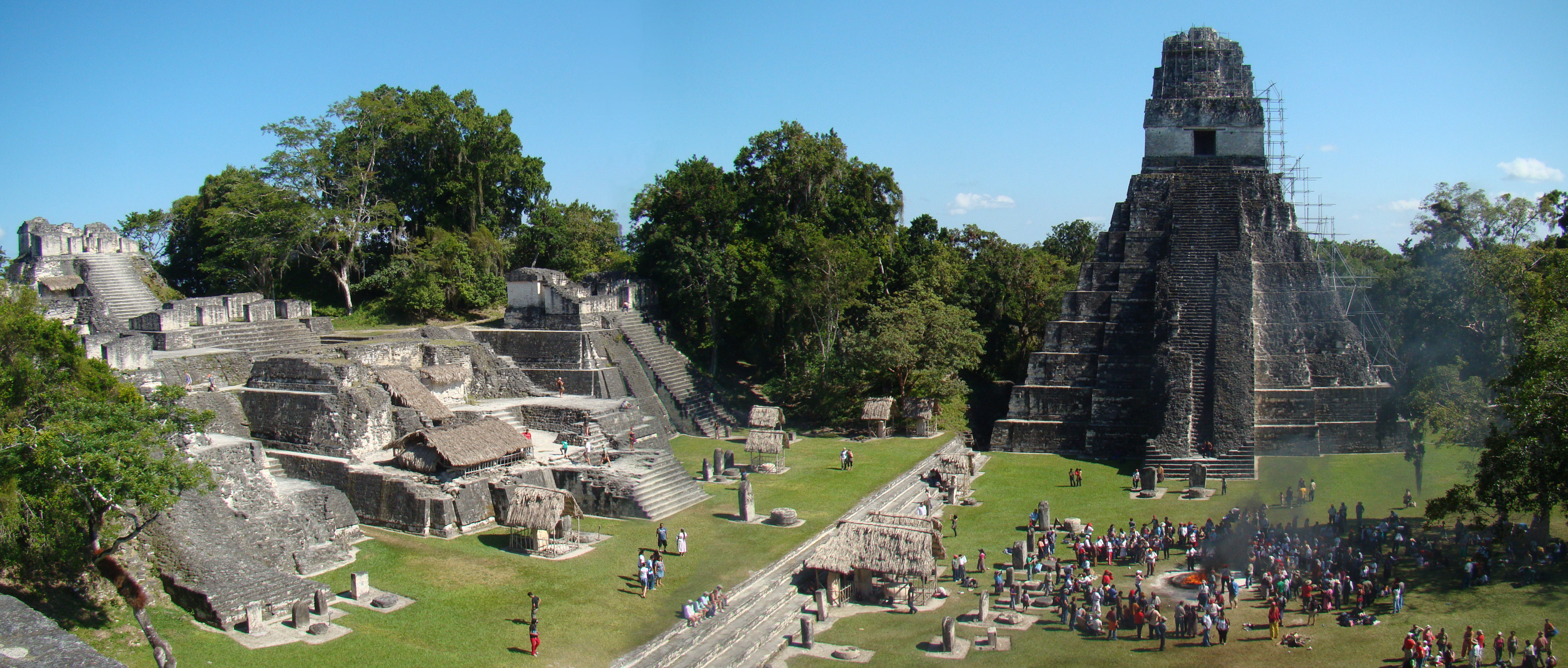
کاخ و معبد باستانی شهر تیکال

تیکال نام یکی از شهرهای مشهور و پر رونق مایاهای باستان بوده‌است که هم‌اکنون در خاک کشور گواتمالا قرار دارد. شهر تیکال در پایان دوره کلاسیک مایاها حدود یکصدهزار تن سکنه داشته‌است. بناهای فراوانی از تمدن مایاها در این شهر وجود دارد که باعث شده صنعت توریسم در کشور گواتمالا از این طریق فعال شود. پارک ملی تیکال از سال ۱۹۷۹ به ثبت جهانی یونسکو رسید.